# 馬祖日報
馬祖日報 (中国語: 馬祖日報、 拼音: Mǎzǔ Rìbào、ウェード式: Ma3-tsu3 Jih4-pao4、白話字: Má-chó͘-ji̍t-pò) は、中華民国（台湾）の福建省連江県政府が所有する新聞である。
国共内戦時、登歩島の戦いにおける勝利を記念して登歩島の軍向けに発行された登歩報(中国語: 登步報、拼音: Dēngbù Bào、ウェード式: Teng1-pu4 Pao4)が源流である。中華民国軍が馬祖列島に撤退した後もこの新聞は発行され続けた。1957年9月3日に馬祖日報として創刊した。
当初は軍が所有する新聞であったが、1992年に県政府に移管された。1999年には、電子版の配信が開始された。